# Ярунська територіальна громада
Ярунська сільська територіальна громада — територіальна громада в Україні, у Звягельському районі Житомирської області, з адміністративним центром в селі Ярунь.

## Загальна інформація
Площа громади — 255,8 км², населення — 8 018 осіб, з них: сільське — 8 018 осіб (2020).

## Населені пункти
До складу громади увійшли села Будища, Велика Горбаша, Гірки, Жолобне, Кам'янка, Кожушки, Колодянка, Коритища, Лідівка, Мала Горбаша, Орепи, Тернівка, Токарів та Ярунь.

## Історія
Утворена відповідно до розпорядження Кабінету Міністрів України № 711-р від 12 червня 2020 року «Про визначення адміністративних центрів та затвердження територій територіальних громад Житомирської області», шляхом об'єднання Великогорбашівської, Жолобненської, Колодянської, Орепівської, Тернівської, Токарівської та Ярунської сільських рад ліквідованого Новоград-Волинського району Житомирської області.

## Старостинські округи
Велика Горбаша, Жолобне, Колодянка, Орепи, Тернівка, Токарів.